# 357

## Esdeveniments
- Batalla d'Argentorat: El cèsar Julià l'Apòstata mena les forces romanes cap a la victòria contra els alamànics prop d'Estrasburg.
- Constantí II dona a Julià el comandament suprem de totes les operacions militars a Gaul.
- Constantí entra a Roma per primer cop per celebrar la seva victòria sobre Magnenci i per adreçar-se al Senat romà i al poble de Roma.
- Es funda la biblioteca imperial de Constantinoble.
- El regnat de Fu Jiān, emperador de Jin anteriors s'enceta a la Xina.
- Els alans arrasen l'exèrcit dels huns a l'Àsia Occidental.

## Necrològiques
- Fu Sheng